# 渡辺源次郎
渡辺 源次郎（わたなべ げんじろう、1919年5月28日 - 2008年9月17日）は日本の経済学者。専門は経済史。福島大学学長などを経て、同大学名誉教授。

## 略歴
1919年、福島県二本松市生まれ、安達中学校を経て、福島高等商業学校に進学、1941年に卒業、東京商科大学に進む。卒業後、東芝に入社したが、1949年、恩師小林昇に請われて、母校福島大学経済学部にもどる。以後、短期大学部主事、図書館長、学生部長、経済学部長を歴任、母校の発展に尽力する。
1976年から2期5年間、福島大学学長に就任、福島大学の統合整備計画を進め、金谷川キャンパスへの統合移転を実現させた。研究者としては、イギリス重商主義経済学研究の第一人者として活動した。福島大学退任後は、福島大学名誉教授。あわせて、いわき明星大学教授として教壇に立つ。
1995年、勲二等瑞宝章を受章。2008年9月17日、心不全のため死去。

## 著作

### 著書
- 『イギリス初期重商主義研究』（未来社、1959年）

### 訳書
- トマス・マン『外国貿易によるイングランドの財宝』初期イギリス経済学古典選集1、東京大学出版会、1965年
- チャールズ・ダヴナント「東インド貿易論」（ニコラス・バーボン『交易論』初期イギリス経済学古典選集2、東京大学出版会、1966年に所収。共訳）

### 論文など
- 「トーマス・グレッシャムの為替論―イギリス絶対王制の一経済理論体系」（小林昇『イギリス重商主義論』御茶の水書房、1955年）
- 「近世前期におけるイギリス重商主義」（増田四郎編『社会経済史大系 第5』弘文堂、1959年）
- 「トマス・マン『イングランドの財宝』の翻訳の想い出」（アダム・スミスの会編『アダム・スミスの味』東京大学出版会、1965年）